# Talia Gibson
Talia Gibson (Perth, 18 de junio de 2004) es una tenista australiana.

## Carrera

### Individual
Gibson debutó profesionalmente en el Torneo de Hobart 2023, en el certamen perdió en primera ronda contra Tatjana Maria. Debutó en Grand Slam en el Australian Open 2023, pero perdió en primera ronda ante Clara Burel.
En 2025 participó en el Australia Open. En primera ronda derrotó a Zeynep Sönmez, pero perdió en la siguiente fase contra Paula Badosa.

### Dobles
En dobles participó en Australia Open 2023 con Olivia Tjandramulia, en Australia Open 2024 con Priscilla Hon y en Australia Open 2025 con Maya Joint. En todas las ocasiones perdió en primera ronda.